# Essa Moosa
Essa Moosa (8 februari 1936 – 26 februari 2017) was van 1998 tot 2011 rechter van het Hooggerechtshof van Zuid-Afrika. Tijdens de apartheidsperiode was hij advocaat van verschillende politieke gevangenen, waaronder Nelson Mandela, en was hij medeoprichter van de National Association of Democratic Lawyers. Daarnaast zette hij zich in voor de Koerden en was oprichter van de Kurdish Human Rights Action Group.